# Roberto Giachetti
Pour les articles homonymes, voir Giachetti.
Roberto Giachetti, né le 24 avril 1961 à Rome, est une personnalité politique italienne, membre du Parti démocrate.

## Biographie
Le 21 mars 2013, Roberto Giachetti est élu vice-président de la Chambre des députés. Ancien membre du Parti radical, il a été rédacteur de Radio Radicale.
Il est un des trois candidats retenus aux primaires du Parti démocrate qui se déroulent le 3 mars 2019.